# Cape Girardeau, Missouri
Cape Girardeau sau Cap-Girardeau este un oraș din Statele Unite ale Americii, în comitatul omonim din statul Missouri.
Se întinde pe o suprafață de 63,0 km², iar în anul 2000 număra 35.349 de locuitori (562,4 pe km²) și o mică porțiune locuită din comitatul Scott.
Cape Girardeau posedă un aeroport (Cape Girardeau Municipal Airport, cod AITA: CGI).

## Denumirea localității
Numele localității provine de la Jean Baptiste de Girardot, care a creat un post de trată / de comerț provizoriu în acest loc, prin anul 1733. Capul era un promontoriu stâncos care domina fluviul Mississippi, promontoriu care a fost distrus odată cu construirea căii ferate.

## Persoane legate de oraș
- Adam Waleskowski, baschetbalist
- Dale Dye, actor și militar
- Tony Spinner, cântăreț și chitarist
- Rush Limbaugh, jurnalist